# محيي الدين نصولي
محيي الدين زكريا نصولي (1896 -1961)، سياسي لبناني، وزير ونائب وممثل لبنان لدى الأمم المتحدة. وصحفي ومؤسس صحيفة بيروت.

## سيرته
تخرج في الجامعة الأمريكية في بيروت بشهادة إدارة أعمال سنة 1924. أسس جريدة بيروت سنة 1935. انتُخب رئيسًا لجمعية الصحفيين ونقيبًا لهم. عُين نائبًا عن بيروت سنة 1937، ومقررًا للجنة المال سنة 1938، وعضوًا في جمعية المقاصد الخيرية الإسلامية، وعضوًا في لجنة التجارة والزراعة. 
وبعد الاستقلال عُين وزيرًا في ثلاث حكومات، ومثَّل لبنان لدى الجمعية العامة للأمم المتحدة سنة 1957.

## وفاته
توفي عام 1961.